# Runji Gautampura
Runji Gautampura é uma cidade e uma nagar panchayat no distrito de Indore, no estado indiano de Madhya Pradesh.

## Demografia
Segundo o censo de 2001, Runji Gautampura tinha uma população de 13,221 habitantes. Os indivíduos do sexo masculino constituem 51% da população e os do sexo feminino 49%. Runji Gautampura tem uma taxa de literacia de 58%, inferior à média nacional de 59.5%: a literacia no sexo masculino é de 69% e no sexo feminino é de 46%. Em Runji Gautampura, 16% da população está abaixo dos 6 anos de idade.